# فلیکس دجا اتین
فلیکس دجا اتین (انگلیسی: Félix Dja Ettien؛ زادهٔ ۲۶ سپتامبر ۱۹۷۹) بازیکن سابق فوتبال اهل ساحل عاج است. او یک هافبک راست با استقامت و قدرت بدنی بالا بود. او پاسپورت اسپانیایی را به دلیل سال‌هایی که در این کشور گذرانده بود در دست داشت. او با تیم لوانته در ۳۲۴ بازی به زمین رفته بود که ۸۱ مورد از آن‌ها در لالیگا بود.
وی همچنین در تیم‌های ملی فوتبال زیر ۲۰ سال ساحل عاج و ساحل عاج بازی کرده‌است.